# Rygiel (skała)

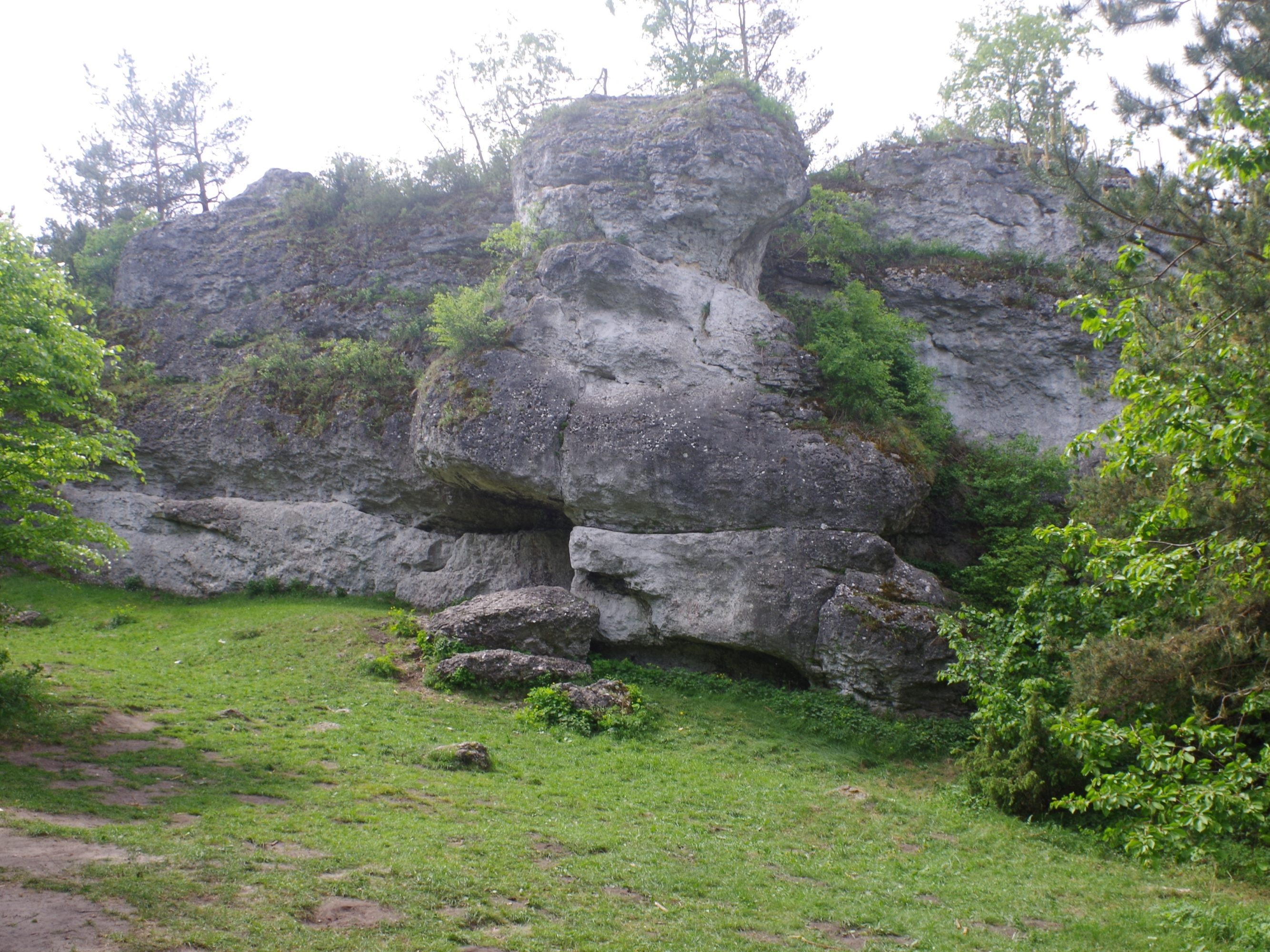
Ściana północno-wschodnia

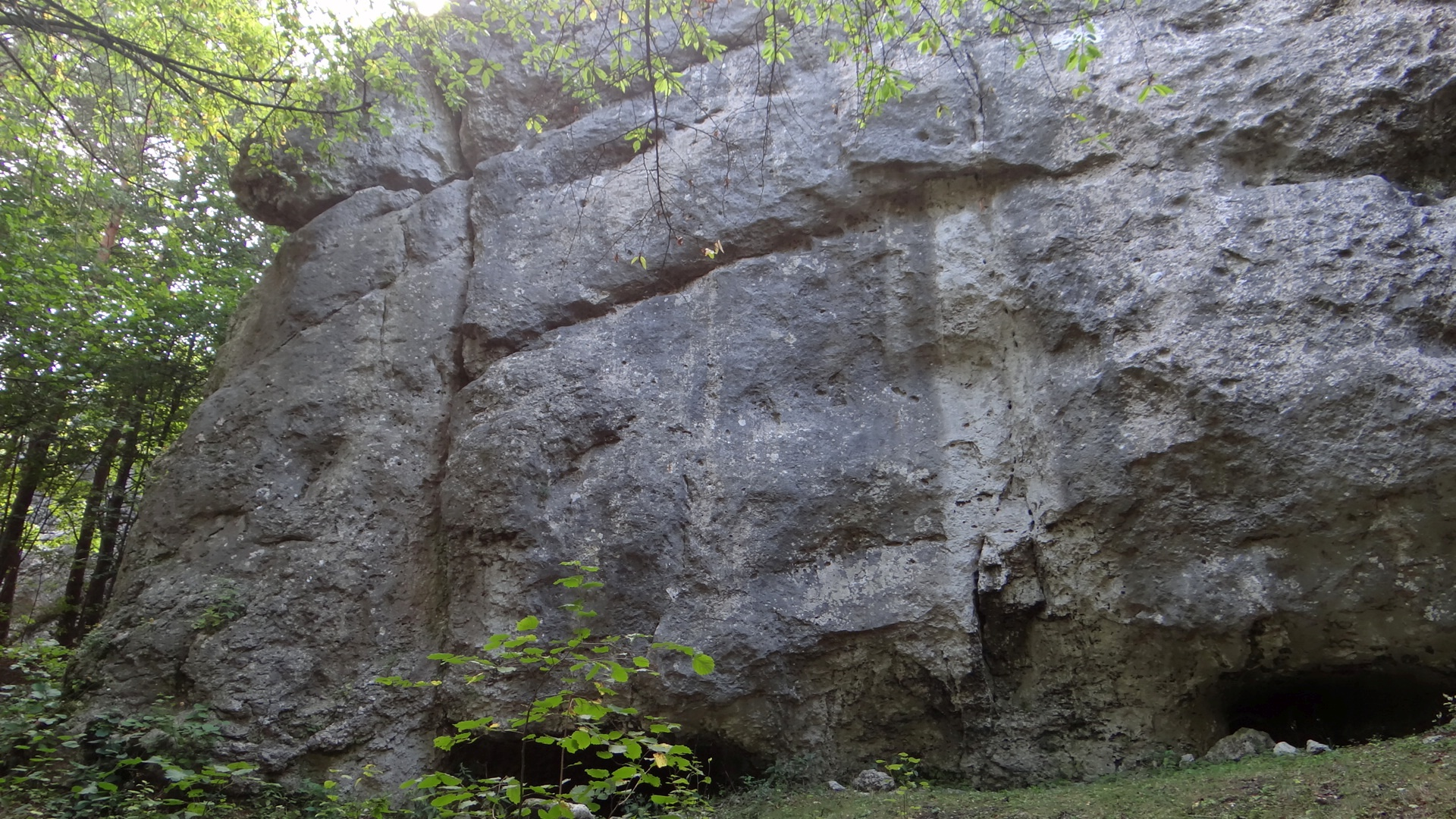
Ściana północno-zachodnia

Rygiel – skała na Górze Zborów we wsi Kroczyce w województwie śląskim, powiecie zawierciańskim, w gminie Kroczyce. Pod względem geograficznym znajduje się na Wyżynie Mirowsko-Olsztyńskiej, będącej częścią Wyżyny Częstochowskiej w obrębie Wyżyny Krakowsko-Częstochowskiej. Wraz z Turnią Blocheńską wznosi się w lesie nad niewielką polanką po północnej stronie głównego zgrupowania skał Góry Zborów. Obok nich biegną dwa szlaki turystyczne.

## Drogi wspinaczkowe
Rygiel znajduje się w obrębie rezerwatu przyrody Góra Zborów. Na określonych warunkach dopuszczono jednak na nim wspinaczkę skalną. Zbudowana z wapieni skała ma wysokość 14–17 m, ma pionowe lub przewieszone ściany i występują w niej takie formacje skalne jak: filar, komin i zacięcie. Ściany wspinaczkowe o wystawie północnej. Wspinacze poprowadzili na nich 11 dróg wspinaczkowych o trudności V – VI.4+/5 w skali Kurtyki. Prawie wszystkie mają zamontowane punkty asekuracyjne (ringi i stanowiska zjazdowe). Na ścianie wschodniej jest kilka krótkich, solowych dróg oraz drogi dla uprawiających bouldering.
Rygiel I
1. Bez nazwy; st, V, 14 m
2. Pedał w żałobie; 3r + st, VI.2, 14 m
3. Przez różę; st, V+, 14 m
4. Drewniane palce; 6r + st, VI.2+, 15 m
5. Malinowy beret; 6r + st, VI.4/4+, 16 m
6. Zryty berecik; 6r + st, VI.4, 16 m

Rygiel II
1. Rysa Skierskiego; 6r + st, VI.3+, 16 m
2. Impuls; 5r + st, VI.4+/5, 16 m
3. Impuls nocy; 5r + st, VI.4+/5, 16 m
4. Night Club; 6r + st, VI.5, 16 m
5. Prostowanie Kamasutry; 5r + st, VI.2+, 16 m
6. Kamasutra; 3r + st, VI.1+, 16 m
7. Komin na Ryglu; V, 12 m[4].

W Ryglu znajdują się niewielkie Schroniska pod Ryglem i Szczelina w Ryglu.

## Piesze szlaki turystyczne
Szlak Orlich Gniazd: Góra Janowskiego – Podzamcze – Karlin – Żerkowice – Morsko – Góra Zborów – Zdów-Młyny – Bobolice – Mirów – Niegowa.
 Szlak Rzędkowicki: Mrzygłód – Myszków – Góra Włodowska – Rzędkowickie Skały – Góra Zborów (parking u stóp góry)